# Piazza Pecori

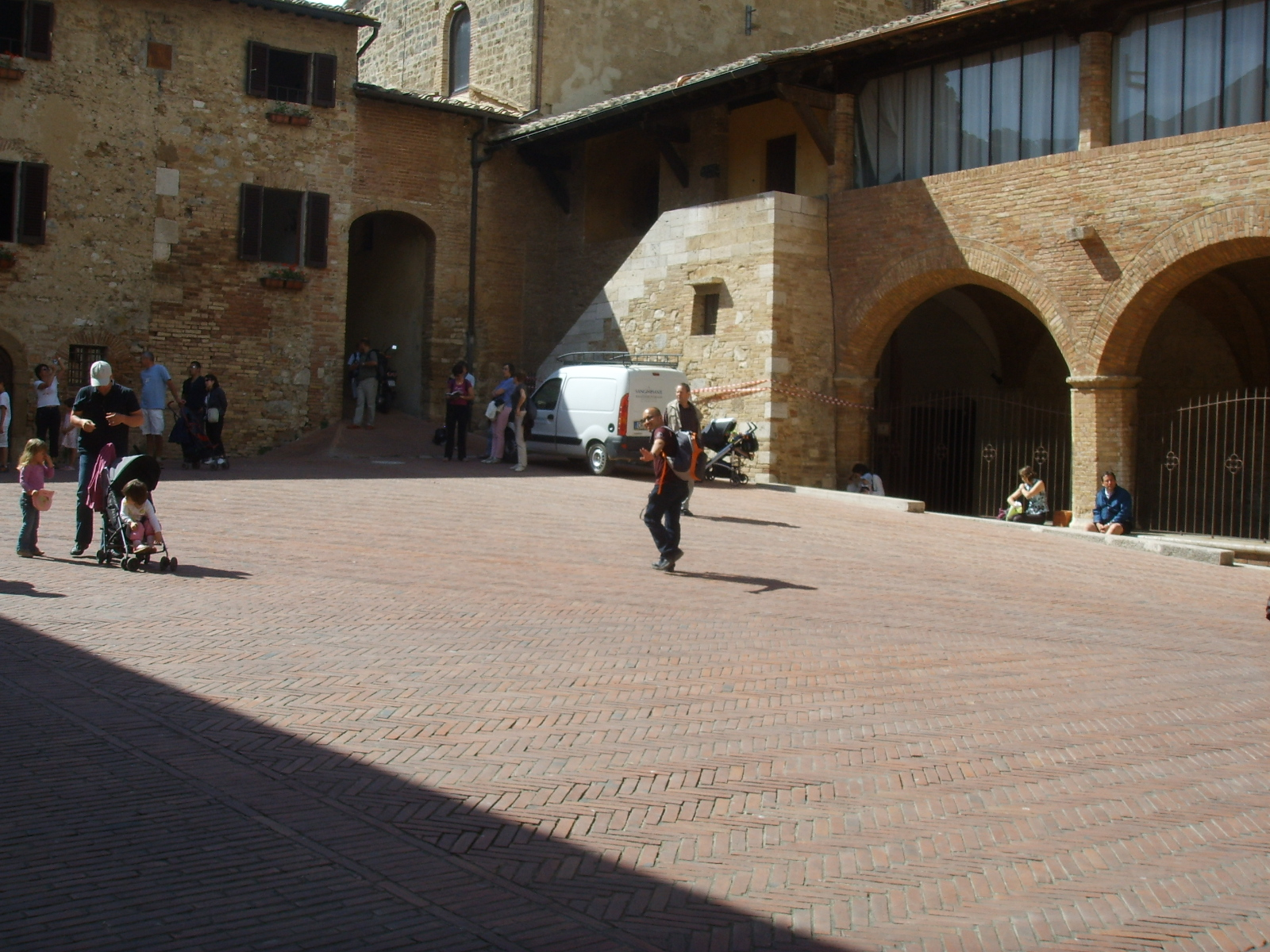
Piazza Pecori

Piazza Pecori è una piazzetta di San Gimignano, situata su un fianco della Collegiata.
Si tratta di è un pittoresco slargo al quale si accede dall'arco di San Giovanni, che la collega con piazza del Duomo all'altezza della gradinata della collegiata e della Torre Grossa. L'arco è decorato in alto da una statua di San Gimignano del 1342, proveniente dalla Porta alle Fonti.
La pittoresca piazza, che assomiglia più a un cortile interno privato, è accessibile solo ai pedoni e pavimentata con cotto disposto a spina di pesce. Dal lato della cattedrale vi si apre la Loggia del Battistero, con l'Annunciazione di Sebastiano Mainardi.
L'antistante Palazzo della Propositura è oggi sede dell'archivio capitolare o dell'Opera, che possiede manoscritti quattrocenteschi, pergamene e bolle pontificie dal 1182. Nell'antico dormitorio dei Cappellani è oggi ospitato il Museo d'arte sacra.